# Гиваргис III
Мар Гиваргис III (сир. ܡܪܝ ܓܝܘܪܓܝܣ ܨܠܝܒܼܐ, в миру Варда Даниил Слиуа, англ. Warda Daniel Sliwa; 23 ноября 1941, Эль-Хаббания, Анбар, Королевство Ирак) — Епископ Ассирийской церкви Востока, с 18 сентября 2015 года — её предстоятель в сане Католикоса-Патриарха.

## Биография
Родился 23 ноября 1941 году в иракском городе Хаббания в семье Даниила и Марьям Слиуа. С ранних лет изучал ассирийский язык, Библию, церковные обряды под руководством разных известных в то время учителей. Активно участвовал в приходской жизни.
В 1964 году он закончил педагогический факультет Багдадского университета по специальности «английский язык и литература», после чего работал в течение 13 лет преподавателем английского языка в различных учебных заведениях Ирака.
Во время поездки Варды Слиуа в США, на него обратил внимание католикос-патриарх Мар Дынха IV. Он предложил ему посвятить себя священническому служению.
После прохождения соответствующей подготовки под руководством опытных священников Ассирийской Церкви Востока, Варда Даниил был рукоположен в диаконы 13 апреля 1980 года в церкви мученика Мар Саргиса в городе Чикаго. 8 июня того же года в той же церкви рукоположён в сан священника с наречением имени Полус (Павел).
Полус продолжал обучаться и служить в Церкви, пока он не был назначен Католикосом-Патриархом Map Дынхой IV и иерархией Ассирийской Церкви Востока на должность митрополита Багдада и всего Ирака вместо скончавшегося в 1977 году Мар Йосип Хнанишо.

### Митрополит Иракский
7 июня 1981 года в Соборе святого Георгия в Чикаго был рукоположен в сан митрополит Багдада и всего Ирака с наречением имени Мар Гиваргис (то есть Георгий). Хиротонию совершили: католикос-патриарх Мар Дынха IV и епископ Запада США Мар Апрем Хамис.
После этого вернулся в Ирак, где в 1980—1988 гг. шла война с Ираном. Несмотря на непростые условия и подавление в стране ассирийского национального самосознания, митрополит Мар Гиваргис возводил новые церкви, рукополагал священников и дьяконов, открывал школы и духовную семинарию, собирал уникальную коллекцию древних ассирийских рукописей, издавал множество богослужебной и образовательной литературы.
Выступил активным помощником католикоса-патриарха Дынхи IV в деле установления межхристианских и межрелигиозных отношений, принимает активное участие в экуменических форумах в самом Ираке и других странах мира и братском обмене между Ассирийской Церкви Востока и другими христианскими церквами и организациями, в частности с Ближневосточным советом церквей и Советом глав церквей в Багдаде.
В 1988 году ему удалось добиться официальной регистрации духовной семинарии в Багдаде, единственного учебного заведения Ассирийской Церкви Востока во всём мире, из которой вышли многочисленные священники и диаконы в Ираке. Некоторые из студентов были направлены в Европу для получения докторских степеней в области богословия.
Весной 1994 года митрополит Мар Гиваргис впервые посетил Россию, где он был тепло встречен верующими ассирийцами. Вскоре началось строительство храма Мат Марьям в Москве, открылись приходы Ассирийской Церкви Востока в других городах России. С подчинением ему приходов в странах бывшего СССР его титул был изменён на «Митрополит Ирака, России и стран СНГ». Впоследствии приезжал в Россию ещё несколько раз.
В 1998 году посетил древние храмы и часовни Ассирийской Церкви Востока в Китае, в которых некогда процветало христианство, проповеданное на этой земле ассирийскими миссионерами. Появились церкви, в которых совершается на китайском языке литургия святых апостолов Мар Аддая и Мар Мари.
В 2009 году усилиями Мар Гиваргиса при Ассирийской Церкви Востока в Багдаде была открыта начальная школа «Урхай» (то есть «Эдесса»), где с первого по шестой классы проводится начальное обучение школьников в соответствии с иракской государственной общеобразовательной программой. В школе, расположенной рядом с церковью Март Марьям в районе Наирия-Гайара, учатся не только ассирийские дети, но и соседи-мусульмане. При этом у христианских учеников есть возможность изучать Закон Божий, язык и традиции родной Церкви.
В октябре 2014 года совершил поездку в турецкую провинцию Хаккяри, став первым из владык Ассирийской Церкви Востока, посетившим эти места (Атра) после трагического исхода из них всего ассирийского населения во главе с патриархом Беньямином Мар Шимуном в начале осени 1915 года. Появилась надежда на возвращение и реконструкцию находящихся в Хаккяри храмов, на возможность посещения их верующими и священнослужителями.

### Католикос-Патриарх
После кончины католикоса-патриарха Мар Дынхи IV, проходивший 16-18 сентября 2015 года в церкви Мар Юханан в иракском городе Эрбиль (район Анкава) Синод епископов Ассирийской Церкви Востока, в котором участвовали все её 14 митрополитов и епископов, избрал 18 сентября митрополита Мар Гиваргиса Слыву католикосом-патриархом Ассирийской Церкви Востока с именем Мар Гиваргис Слыва III.
27 сентября 2015 года в церкви Мар Юханан в городе Эрбиль состоялась его интронизация, которую провели митрополит Индии Мар Апрем Мукен и митрополит Австралии, Новой Зеландии и Ливана Мар Милис Зайя в сопровождении всех епископов участников Синода Ассирийской Церкви Востока. Патриарший престол после долгих лет изгнания вернулся в Междуречье.
Как отметил протоиерей Даниил Азизов, «Резиденция Ассирийской Церкви Востока в течение всего XX века находилась в Чикаго, а Мар Гиваргис сделал именно то, что нужно было сделать, — перенёс престол патриархов из Чикаго в Междуречье, на историческое место в Ниневийской долине. Ведь он сам был ранее Иракским митрополитом и посчитал невозможным покинуть свою паству, которая его прекрасно знает».
Мар Гиваргис III возглавил Ассирийскую Церковь Востока в тяжёлое время. Церковь, как и ассирийский народ, переживает жестокие гонения в условиях войны в Сирии и Ираке и непрекращающегося Исхода с исторической Родины в страны Запада.
В 2021 году объявил о решении уйти на покой по состоянию здоровья. 8 сентября 2021 года на специальном заседании Синода новым, 122-м Предстоятелем Ассирийской Церкви Восток избран епископ Калифорнийский Мар Ава Ройел.